# Souira Kedima
Souira Kedima oder Souira Guedima ist ein kleiner Fischer- und Badeort mit etwa 2500 Einwohnern auf dem Gebiet der Landgemeinde (commune rurale) von Lamaachate in der Provinz Safi in der Region Marrakesch-Safi in Marokko.

## Lage und Klima
Souira Kedima befindet sich etwa 35 km (Fahrtstrecke) südwestlich der Großstadt Safi an der oft trockenfallenden Mündung des Oued Tensift in den Atlantischen Ozean. Das Klima wird in hohem Maße vom Meer beeinflusst; Regentage sind eher selten.

## Bevölkerung
Die meisten Einwohner sind berberischer Abstammung und man spricht noch häufig den regionalen Dialekt der Berbersprache Zentralatlas-Tamazight. Aber auch Marokkanisches Arabisch und Französisch werden verstanden.

## Wirtschaft
Nahrungs- und Erwerbsgrundlage früherer Zeiten war hauptsächlich der Fischfang; im Hinterland wurde ein wenig Landwirtschaft und Viehzucht betrieben. Seit den 1990er Jahren ist der Tourismus als Einnahmequelle hinzugekommen.

## Geschichte
Über die frühere Geschichte des Ortes, der bereits im Mittelalter den Namen Quz trug, ist mangels schriftlicher Aufzeichnungen so gut wie nichts bekannt; man weiß jedoch, dass Quz als Hafen der ca. 200 km im Landesinneren gelegenen und damals bedeutsamen Stadt Aghmat fungierte. Die Portugiesen erbauten hier in der Zeit um 1500 eine Festung mit dem Namen Castelo de Aguz; in den Jahren 1506/07 soll der portugiesische Seefahrer und Entdecker Diogo de Azambuja königlicher Statthalter gewesen sein. Bereits im Jahr 1525 wurde die Festung aufgegeben.

## Sehenswürdigkeiten
- Die nahezu fensterlosen Außenmauern des aus nur wenig behauenen Bruchsteinen errichteten und mit zwei runden Ecktürmen versehenen Castelo de Aguz sind im unteren Teil geböscht; das Innere des Bauwerks ist bereits weitgehend verfallen.
- Die nahezu unberührten Strände des ruhigen Ortes laden zu entspannten Spaziergängen ein.

Umgebung
- Etwa 10 km südlich, auf dem westlichen Ufer des Oued Tensift, liegen die Ruinen der im ausgehenden 17. oder beginnenden 18. Jahrhundert auf Befehl des marokkanischen Sultans Mulai Ismail erbauten Kasbah Hamidouch.